# Jacob M. Landau

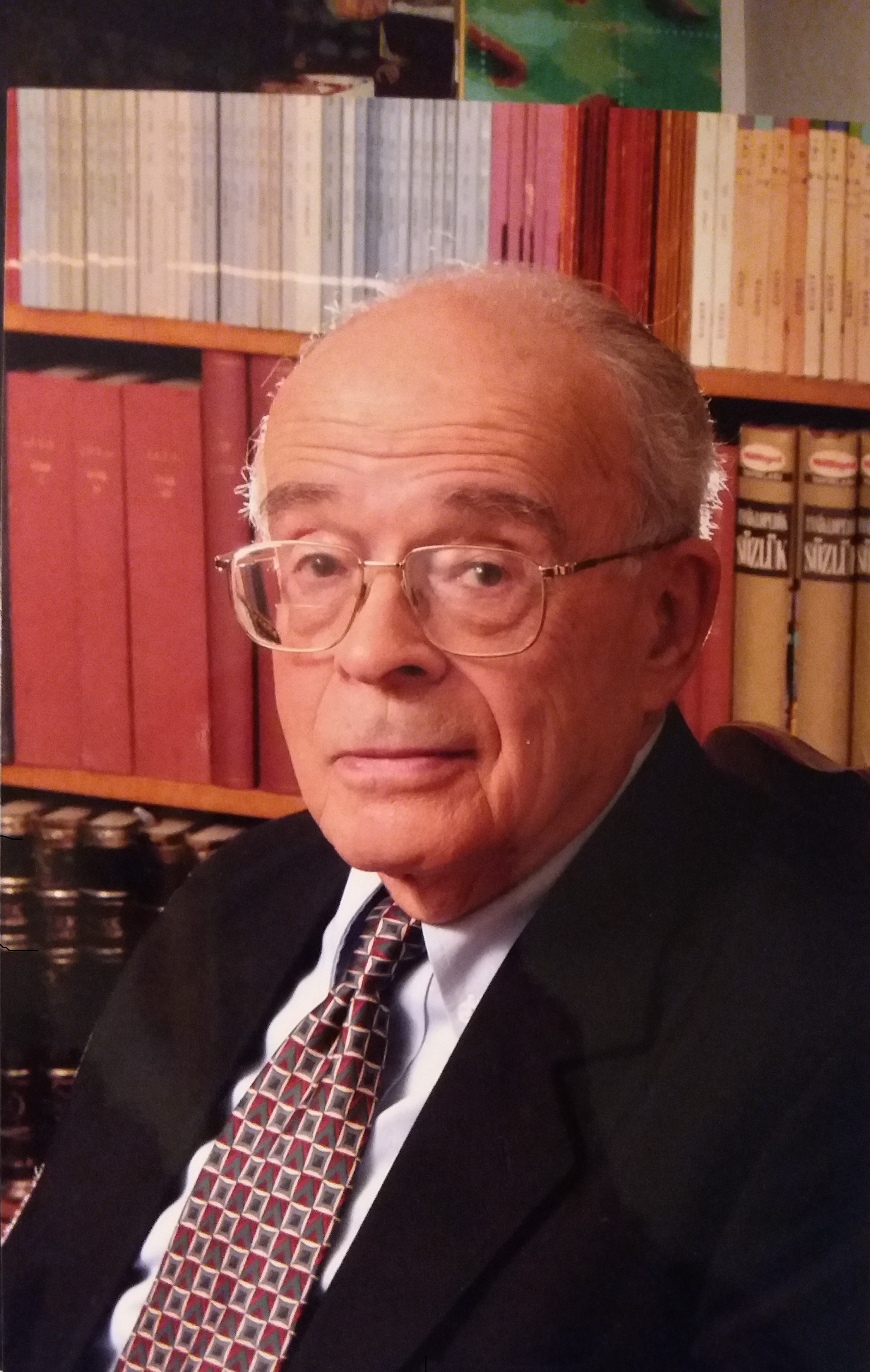
Jacob M. Landau

Jacob M. Landau (geboren 20. März 1924 in Chișinău, Bessarabien; gestorben 12. November 2020) war ein israelischer Orientalist und Nahost-Experte. Er war Professor für Politikwissenschaften an der Hebräischen Universität von Jerusalem und Mitglied des Jerusalem Center for Public Affairs.

## Leben
Jacob Landau, Sohn eines zionistischen Rechtsanwalts, wanderte 1935 mit seinen Eltern ins damalige Palästina aus. Er absolvierte 1942 das Herzlia-Gymnasium in Tel Aviv und studierte anschließend bis 1946 an der Hebräischen Universität Jerusalem Geschichte und Arabistik. Sein Doktorat über Parlamente und Parteien in Ägypten verfasste er an der School of Oriental Studies in London unter Betreuung von Bernard Lewis. 1949 kehrte er nach Israel zurück und unterrichtete bis 1958 an einem Gymnasium in Jerusalem Geschichte und Arabisch, unterbrochen von einem Postdoktorat 1955–1956 bei H. A. R. Gibb an der Harvard University. 1958 trat er dem Lehrkörper für Politikwissenschaft der Hebräischen Universität Jerusalem bei, die er 1993 als Professor emeritus verließ. Gleichzeitig hatte er eine Teilzeitprofessur an der Bar-Ilan-Universität in Ramat Gan inne und ging häufig als Gastprofessor ins Ausland.
Zu Landaus Hauptforschungsthemen gehören osmanische und nahöstliche Ideologien und nationale Bewegungen, politischer Radikalismus, Minderheiten, Pan-Islam, Pan-Turkismus, Politik und Sprache in Zentralasien. Zum breiten Spektrum seiner Themen gehören außerdem Beiträge zum arabischen Schattenspiel, Theater und Kino. Er ist der Autor von 24 Büchern, Herausgeber von 12 Sammelwerken. Er schrieb zahlreiche Aufsätze, Buchbesprechungen und Enzyklopädie-Artikel. Seine Bücher und Aufsätze erschienen in 10 verschiedenen Sprachen: Hebräisch, Arabisch, Türkisch, Englisch, Französisch, Deutsch, Griechisch, Italienisch, Russisch und Chinesisch (siehe seine Bibliography of Published Works, 2015).
Zu seinen Auszeichnungen gehören die Silbermedaillen der Bosporus-Universität in Istanbul und der Türkischen Historischen Gesellschaft in Ankara sowie der Israel-Preis für Nahostforschung (2005).

## Werke
- Shadow plays in the Near East. Palestine Institute of Folklore and Ethnology, Jerusalem 1948
- Parliaments and Parties in Egypt, Jerusalem: The Israel Oriental Society 1953. 2. Aufl. New York: Praeger 1954; Arabisch: Kairo – Beirut 1975. Reprint 2016.
- Studies in the Arab Theater and Cinema, University of Pennsylvania Press, Philadelphia 1958; Französisch: Paris 1965; Arabisch: Kairo 1972. Reprint 2016.
- A Word Count of Modern Arabic Prose. New York: American Council of Learned Societies 1959.
- The Israeli Communist Party and the Election for the Fifth Knesset 1961, Stanford, CA: The Hoover Institution 1965 (in collaboration with M. M. Czudnowski).
- Jews in nineteenth-century Egypt. New York: New York University Press und London: London University Press 1969. (Erweiterte Ausgabe der hebräischen Version, Jerusalem 1967).
- (zusammen mit Hamilton A. R. Gibb): Arabische Literaturgeschichte. Zürich und Stuttgart: Artemis 1968. Hebräisch: Tel Aviv 1970; Türkisch: Ankara 1994, 2. Aufl. 2002.
- The Arabs in Israel: A Political Study. London: Oxford University Press 1969, Reprint 1970. Hebräisch: Tel Aviv 1971, Reprint 2016.
- The Hejaz Railway and the Muslim Pilgrimage: A Case of Ottoman Political Propaganda. Detroit, WI: Wayne State University Press 1971; Reprint 2016.
- Middle Eastern Themes: Papers in History and Politics. London: Frank Cass 1973; Reprint 2016.
- Radical Politics in Modern Turkey. Leiden: Brill 1974. Türkisch: Ankara 1978. Reprint 2016.
- Politics and Islam: The National Salvation Party in Turkey. Salt Lake City, Utah: The University of Utah 1976.
- Abdul-Hamid's Palestine. London: André Deutsch 1979; Hebräisch: Jerusalem 1979.
- Pan-Turkism in Turkey: A Study in Irredentism. London: Hurst 1981, 2. erw. Aufl. 1995. Griechisch: Athen 1985; Chinesisch: Urumqi 1992; Türkisch: Ankara 1999.
- Tekinalp, Turkish Patriot 1883-1961. Istanbul – Leiden: Nederlands Historisch-Archaeologisch Instituut 1984. Türkisch: Istanbul 1996.
- The Arab Minority in Israel, 1967–1991. Political Aspects. Oxford: Oxford University Press 1993; Hebräisch: Tel Aviv 1993.
- Jews, Arabs, Turks. Jerusalem: Magnes Press 1993.
- Arabisches Volkstheater in Kairo im Jahre 1909: Ahmad Ilfar und seine Schwänke. Beirut – Stuttgart: Steiner (= Bibliotheca Islamica 38), (mit Manfred Woidich).
- The Politics of Pan-Islam. Ideology and Organization. Oxford: Oxford University Press, 1990; 2. Aufl. 1994. Türkisch: Istanbul 1993. Reprint 2016.
- Hebrew-Arabic proverbs. Jerusalem – Tel Aviv: Schocken 1998, 2. Aufl. 2002 (mit David Sagiv).
- Politics of Language in the Ex-Soviet Muslim States: Azerbayjan, Uzbekistan, Kazakhstan, Kyrgyzstan, Turkmenistan and Tajikistan. London: Hurst – Ann Arbor: University of Michigan Press 2001 (mit Barbara Kellner-Heinkele). Russisch: Moskau 2004.
- Exploring Ottoman and Turkish History. London: Hurst  2004.
- Language Politics in Contemporary Central Asia. London: I. B. Tauris 2012 (mit Barbara Kellner-Heinkele). Russisch: Moskau 2015.